# Скасіїв Фонтан
Скасіїв Фонтан (крим. Skasiyiv Fontan, також — Мічуріне) — місцевість Керчі, Україна, розташована на заході міста, колишнє село.

## Історія
Вперше в доступних джерелах хутір Скасія зустрічається на карті 1836 і на карті 1842, де хутір Скісія позначений умовним знаком «мале село», тобто менше 5 дворів.
У «Пам'ятній книзі Таврійської губернії 1889 року» за результатами Х ревізії 1887 року записано Селище Скасіїва Фонтану з 25 дворами та 126 жителями.
Постановою ВЦВК «Про реорганізацію мережі районів Кримської АРСР» від 30 жовтня 1930 року село, разом із сільрадою, включили до складу Керчі.